# Turbina helicoidal Gorlov

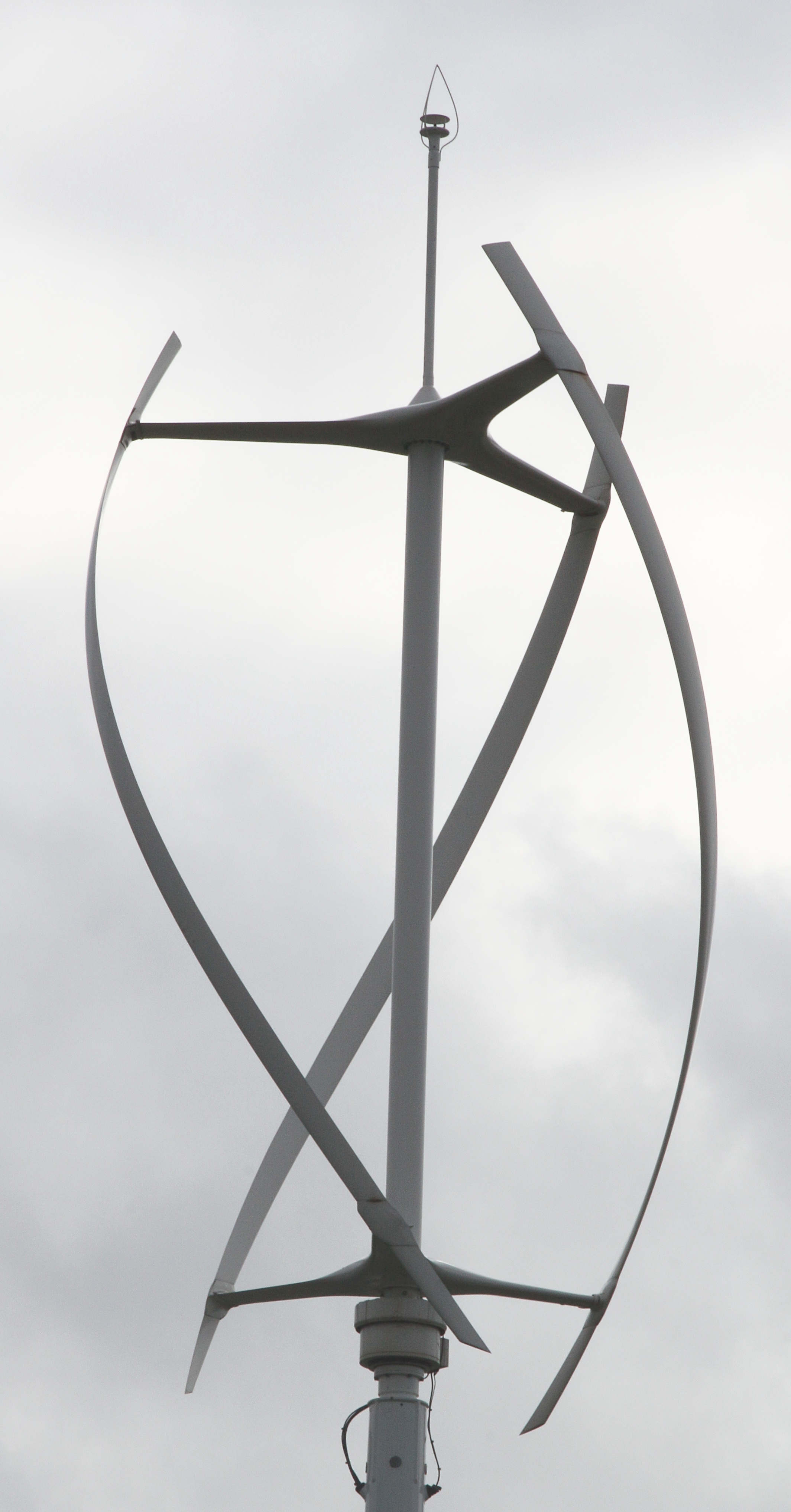
Turbina eólica quietrevolution QR5

A  turbina helicoidal Gorlov (em inglês:  Gorlov helical turbine - GHT) é uma turbina hidráulica que evoluiu do projeto da turbina eólica Darrieus alterando-a para ter lâminas helicoidais. Foi patenteada em uma série de patentes de 19 de setembro de 1995 a 3 de julho de 2001 e recebeu o Thomas A. Edison Patent Award de 2001 da Sociedade dos Engenheiros Mecânicos dos Estados Unidos (ASME). A GHT foi inventada por Alexander M. Gorlov, professor da Northeastern University.
Os princípios físicos de funcionamento da GHT são os mesmos do protótipo principal, a turbina Darrieus, e da família de turbinas eólicas de eixo vertical semelhantes, que incluem também turbinas eólicas Turby, turbinas aerotecture, Quietrevolution, etc. GHT , Turby e Quietrevolution resolveram problemas de torque pulsatório usando a torção helicoidal das pás.

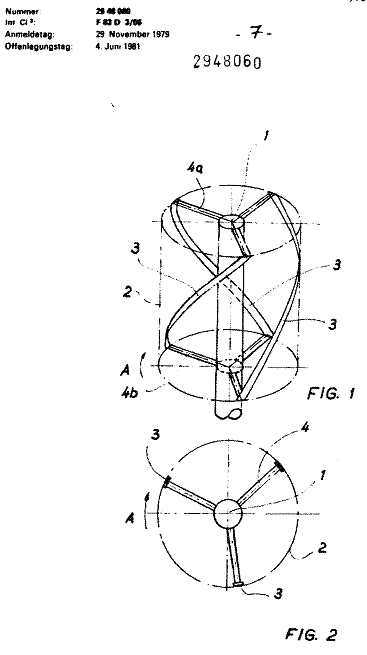
Figuras da patente de Ulrich Stampa

A turbina helicoidal (patente alemã DE2948060A1, 1979) foi originalmente inventada por Ulrich Stampa (Bremen, Alemanha), engenheiro, autor e inventor.

## Princípio de funcionamento

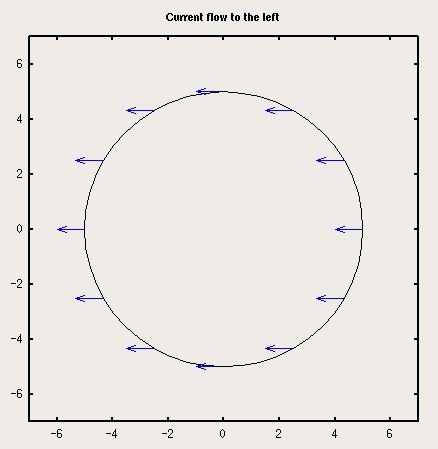
Fluxo de corrente para a esquerda.
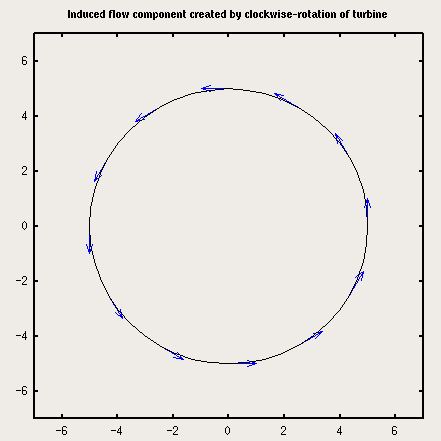
Componente de fluxo induzida criada pela rotação em sentido horário da turbina.

Neste exemplo o sentido do escoamento é para a esquerda.
À medida que a turbina gira, neste caso no sentido horário, o movimento do aerofólio através do fluido altera a velocidade aparente e o ângulo de ataque (velocidade e direção) do fluido em relação ao referencial do aerofólio. O efeito combinado destas duas componentes de fluxo (isto é, a soma vetorial), resulta na "velocidade aparente do fluxo" total, como mostrado na figura a seguir.

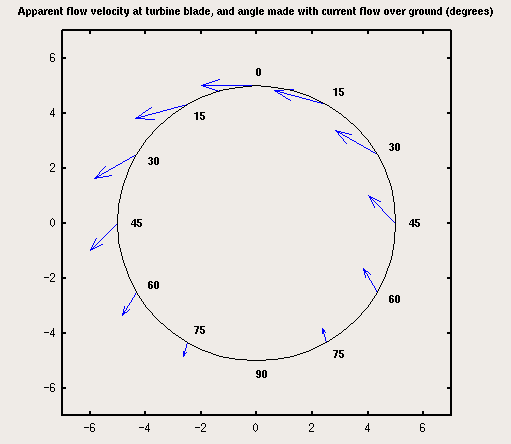
Velocidade de fluxo aparente da lâmina da turbina e ângulo feito com o fluxo de corrente no solo (em graus).
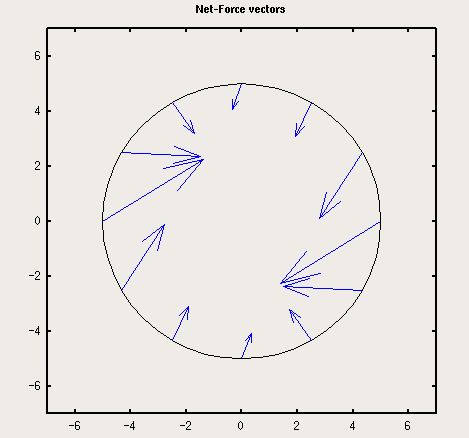
Vetores de força resultante.

A ação desse fluxo aparente em cada seção do aerofólio gera uma força de sustentação e uma força de arrasto, cuja soma é mostrada na figura acima intitulada "Vetores de força resultante". Cada um desses vetores de força resultante pode ser dividido em dois vetores ortogonais: uma componente radial e uma componente tangencial, mostrados aqui como "força normal" e "força axial", respectivamente. As forças normais se opõem à rigidez da estrutura da turbina e não conferem força ou energia rotacional à turbina. A componente de força restante impulsiona a turbina no sentido horário, e é desse torque que a energia pode ser obtida.

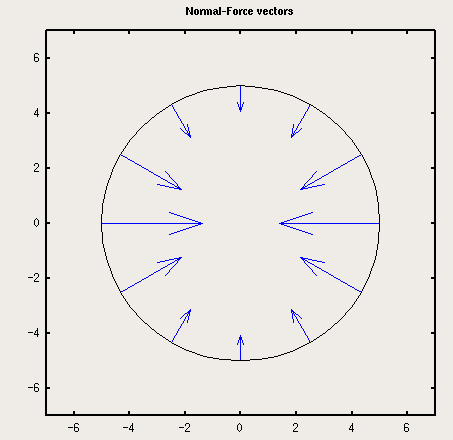
Vetores de força normal.
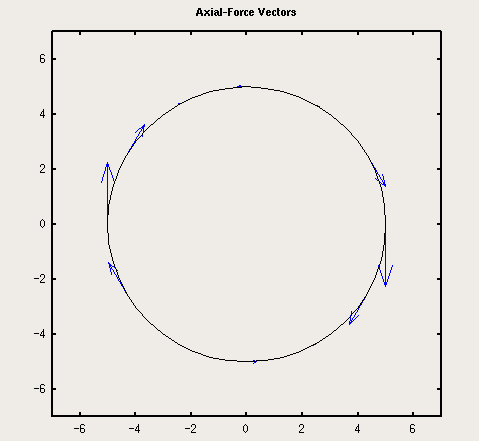
Vetores de força axial.

## Uso comercial
Turbinas helicoidais no fluxo de água geram potência mecânica independente do sentido do fluxo de água. Em seguida, geradores elétricos montados no eixo comum convertem a energia em eletricidade para uso comercial.
Série de turbinas horizontais Gorlov. TideGen da Ocean Renewable Power Company - possibilidade para águas rasas (patentes US 5.451.137, setembro de 1995 e 5.642.984, julho de 1997).
|  |

Estação de energia das marés com turbinas helicoidais Gorlov antes da implantação no oceano. Estados Unidos, Cobscook Bay, Maine, setembro de 2012.
|  |  |

Turbinas helicoidais Gorlov na Coreia do Sul, 1997–1998. Instalação em águas rasas.